# Letališče Pulj
Letališče Pulj (hrvaško Zračna luka Pula) je letališče na Hrvaškem, ki primarno oskrbuje mesto Pulj.